# Doris Coley

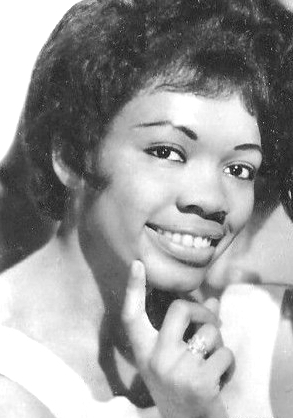

Doris Coley (ur. 2 sierpnia 1941 roku w Passaic (New Jersey), zm. 4 lutego 2000) – piosenkarka, członkini grupy The Shirelles, którą opuściła w 1968. W 1975 powróciła do grupy.